# Cybaeus striatipes
Espèce
Cybaeus striatipes est une espèce d'araignées aranéomorphes de la famille des Cybaeidae.

## Distribution
Cette espèce se rencontre au Japon et en Russie à Sakhaline et aux îles Kouriles.

## Description
La femelle holotype mesure 9,5 mm.

## Publication originale
- Bösenberg & Strand, 1906 : Japanische Spinnen. Abhandlungen der Senckenbergischen Naturforschenden Gesellschaft, vol. 30, p. 93-422 (texte intégral).